# Montauk
Pour le peuple amérindien, voir Montauks.

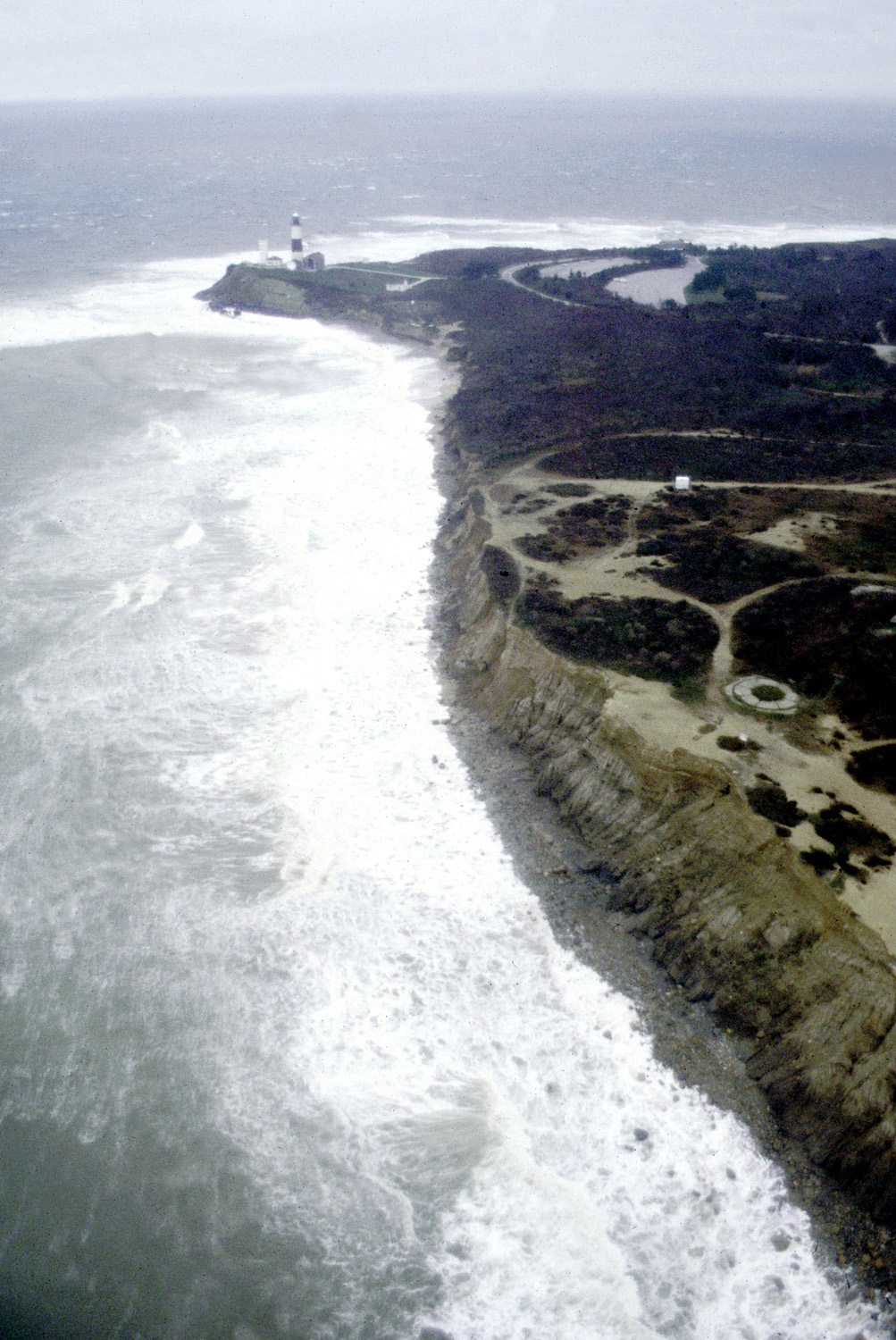
Côte de Montauk avec le Montauk Point Lighthouse.

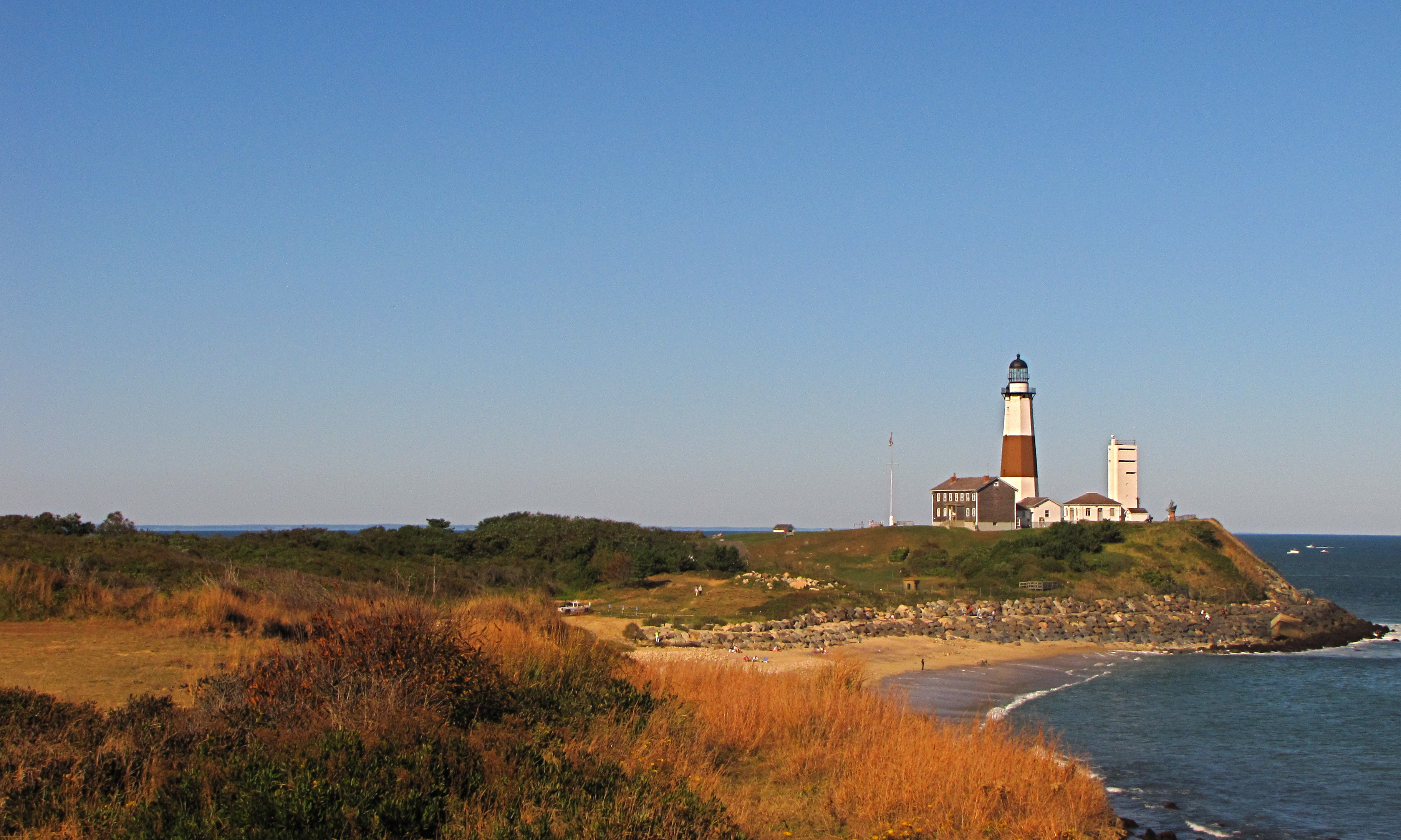
Montauk Point Light, premier phare dans l'état de New York

Montauk est une census-designated place située dans la ville d'East Hampton dans le comté de Suffolk, New York, à l'extrémité orientale de la Rive-Sud de Long Island.
Selon le recensement de 2020, sa population est de 4 318 habitants.
Situé à la pointe de la péninsule de South Fork sur Long Island, 189 km (118 miles) à l'est de Midtown Manhattan, Montauk a été utilisé comme base pour l'Armée, la Marine, la Garde côtière et l'Air Force américaines. Le Montauk Point Light était le premier phare dans l'État de New York et est le quatrième plus ancien phare actif aux États-Unis.
Montauk est une destination touristique majeure et comprend six parcs d'État. Elle est particulièrement célèbre pour sa pêche, affirmant détenir le record du monde de pêche en eau salée. Située à 32 km au large de la côte du Connecticut, elle est le foyer de la plus grande flotte de pêche commerciale et récréative dans l'État de New York.

## Histoire

### XVIIesiècle
Montauk tire son nom de la tribu Montauks, une tribu de langue algonquienne qui vivait dans la région. En 1614, l'explorateur néerlandais Adriaen Block a rencontré la tribu à Montauk Point, qu'il nomma Hoeck van de Visschers, ou Point des pêcheurs. Deux décennies plus tard, en 1637, les Montauketts ont combattu contre les Anglais dans la guerre des Pequots dans le Connecticut. À l'issue de cette guerre, les Montauketts doivent vendre l'île de Gardiner située dans la baie. En 1648, ce qui va devenir la ville de East Hampton est vendue aux colons du Connecticut et de New Haven. Ils ont tout de même pu conserver les terres à l'est, surtout les collines où était situé le premier fort à Montauk Point.
En 1653, les Narragansetts brûlent le village de Montaukett, tuant trente personnes et capturant l'une des filles du chef Wyandanch. La captive a été libérée avec l'aide de Lion Gardiner, un colon anglais. Les Montauketts, ravagés par la variole et craignant les Narragansetts, trouvent refuge chez les colons d'East Hampton. De nombreuses batailles se sont ensuivies. D'autres contrats d'achat de terres ont été signés en 1661, 1672 et 1686 qui, entre autres choses, ont permis à un groupe de citadins de East Hampton de faire paître les bovins sur les terres des Montauketts. Alors que certaines terres forestières ont été protégées dans ces accords, la plupart du territoire de Montauk a été conservée par les citadins comme espace d'élevage et de pêche privée. Ainsi, Montauk est considérée comme le plus ancien ranch de bétail aux États-Unis.
En 1660, la veuve de Wyandanch a vendu tout le territoire de Montauk, de Napeague à la pointe de l'île, pour cent livres de maïs. Cependant, la tribu a été autorisée à rester sur le terrain, à chasser et à pêcher sur la terre, et à récolter les queues et les nageoires des baleines mortes sur les rives de East Hampton.

### XVIIIesiècle
Pendant le siège de Boston dans la guerre d'indépendance en 1775, un navire britannique a visité Fort Pond Bay à la recherche de provisions et de bovins.
Le premier hameau de Montauk a été construit sur Fort Pond Bay près de ce qui est maintenant la gare de Long Island Railroad. Puis, en 1792, le Congrès a autorisé la construction du phare de Montauk. Il a été achevé en 1796.

### XIXesiècle

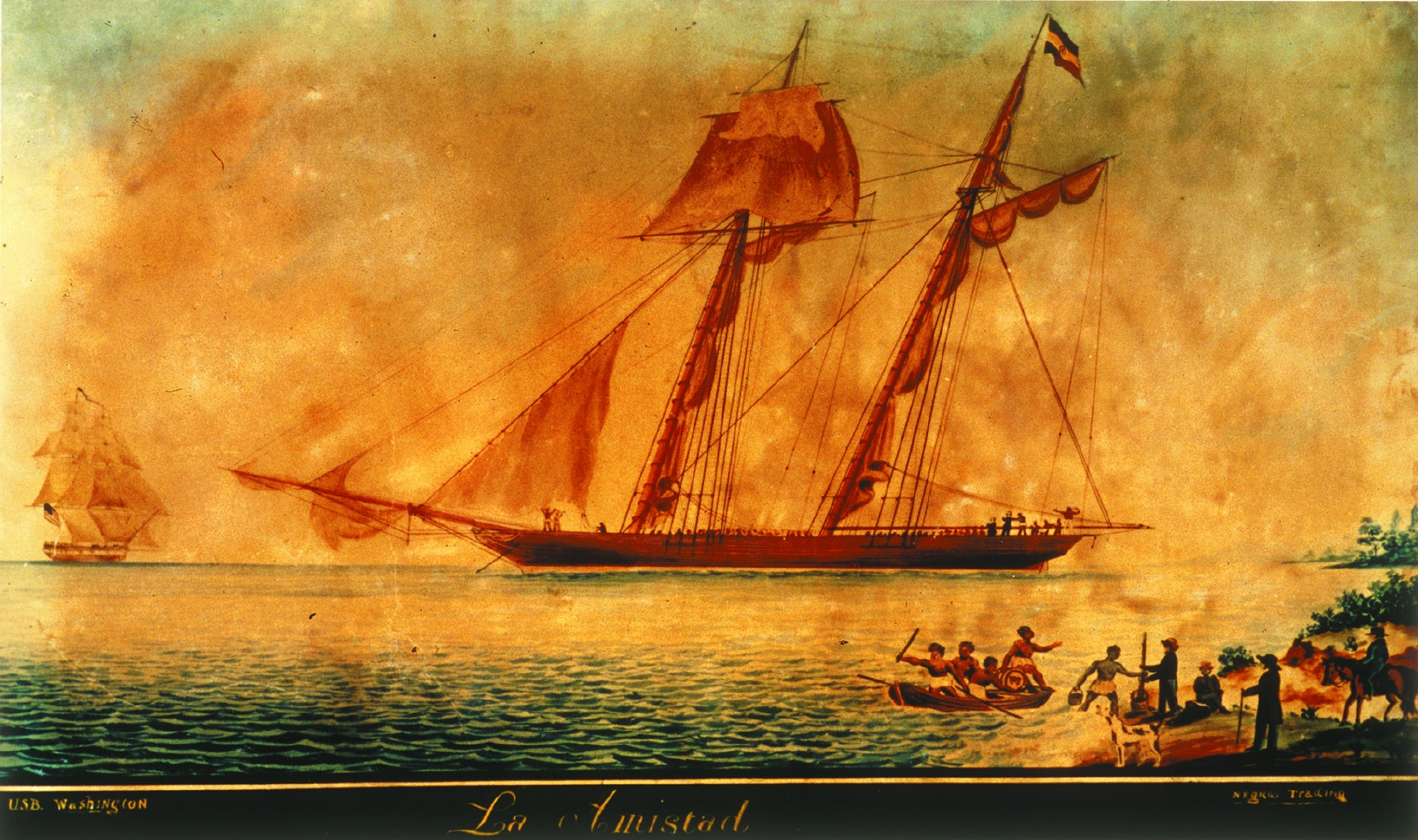
La Amistad

En 1839, les esclaves qui avaient pris la goélette La Amistad ont débarqué dans le hameau à la recherche de provisions. Les autorités américaines ont été alertées, les esclaves ont été recapturés et finalement libérés dans un procès d'une grande importance dans l'histoire de l'abolitionnisme aux États-Unis.
De plus, en 1851, un jugement a été conclu contre les propriétaires fonciers et des roturiers de la Ville de Easthampton, et le 9 mars 1852, le Montauk Act a été donné aux plaignants Henry P. Hedges et d'autres, parce que leurs prédécesseurs avaient contribué à l'argent Montauk acheter des Indiens Montaukett dans les années 1600. Cet acte a divisé les terres, laissant les terres de Montauk, qui n'avait encore pas d'habitants, sans gouvernement. Moins d'un mois plus tard, le 2 avril 1852, une loi de l'État a été adoptée qui a incorporé les propriétaires Montauks, instituant la corporation des fiduciaires de Montauk et affirmant leur droit de gouverner.
En 1867, Stephen Talkhouse a été déclaré comme « le dernier roi des Montauks ». Talkhouse est devenu célèbre pour ses promenades dans les champs indienne à New York City.
En 1879, Arthur W. Benson a payé 151 000 $ pour 10 000 acres (40 km2) pour la terre à l'est de Montauk. Benson a aussi reçu la terre à Big Reed Pond, l'achetant de la tribu pour 10 $. La légitimité de la transaction est encore contestée devant les tribunaux par la tribu. La construction a commencé en 1882 sur sept Shingle-style cottages conçu par Stanford White. Le plus important des six maisons de l'Association Montauk est Tick Hall, actuellement détenue par l'artiste Dick Cavett.
Le premier train de l'Austin Corbin de la Long Island Rail Road est apparue dans Montauk en 1895, la terre ayant été acheté en 1882. Corbin voulait tourner Montauk dans un «raccourci», pour faciliter des voyages entre New York City et de Londres: les navires s'arreterait au terminal de Fort Pond Bay puis les passagers voyageront en train à New York. Corbin a construit le quai sur Fort Pond Bay, mais le plan ne se réaliserait jamais puisque, parmi d'autres choses, Fort Pond Bay a été jugée comme une localisation trop peu profonde et rocailleuse pour accueillir des navires de haute mer.
En 1898, après que le plan Benson / Corbin n'a pas fonctionné comme prévu, l'armée américaine a acheté la propriété Benson et a établi une base appelée Camp Wikoff, qui mettrait des soldats de l'armée qui retournait de la guerre hispano-américaine. Le plus important des soldats a été Theodore Roosevelt et ses Rough Riders. Plusieurs soldats sont morts au cours de la quarantaine, ce qui incitera la visite du président William McKinley.

### XXesiècle

#### Début duXXesiècle

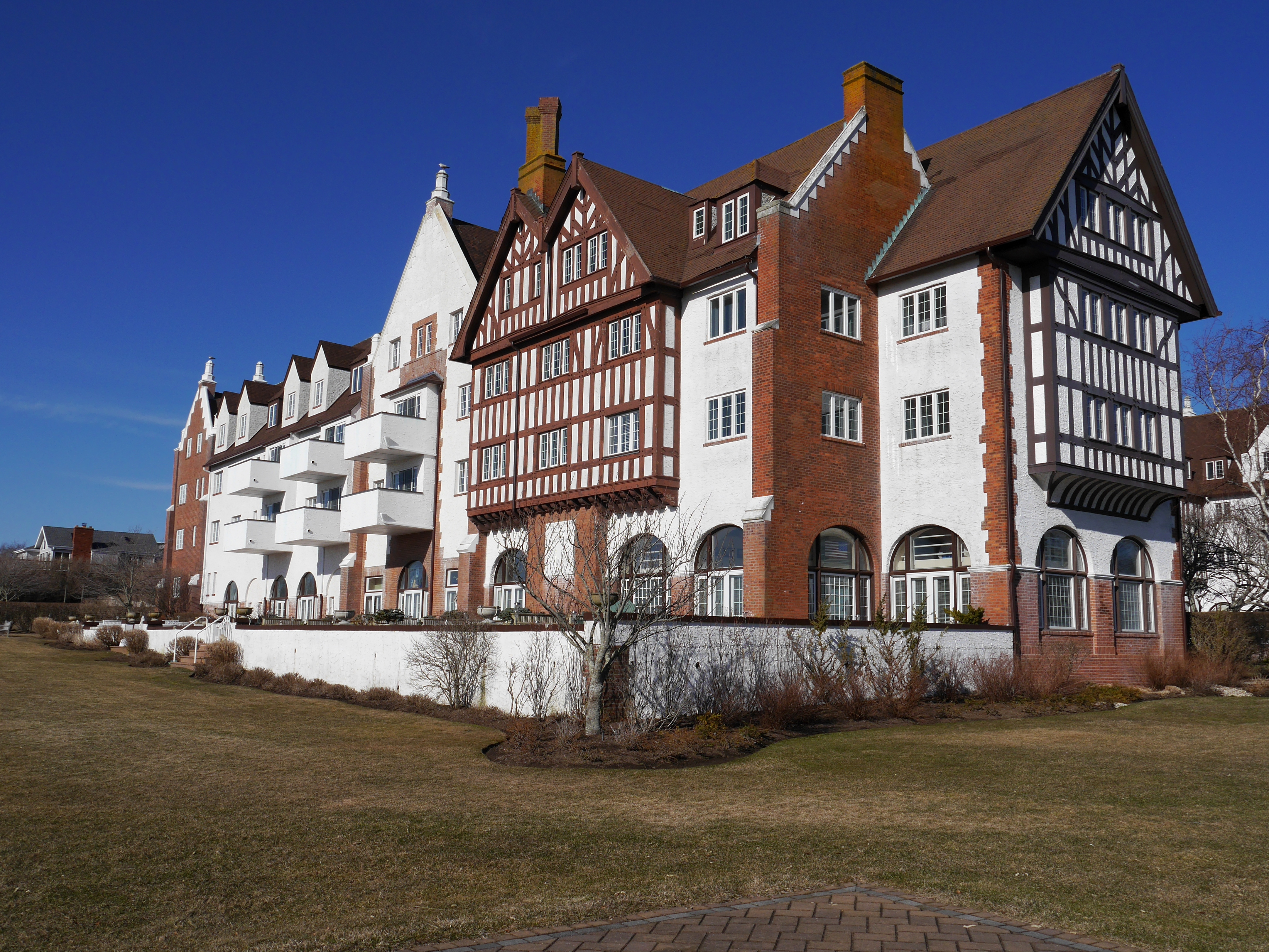

En 1924, Robert Moses commença à préempter les terres de Benson y pour établir des parcs nationaux à chaque extrémité de Montauk, (Hither Hills State Park à l'ouest et Montauk Point State Park à l'est). Les deux parcs étaient reliés via le Montauk Point State Parkway.
En 1926, Carl G. Fisher acheta la plupart de extrême Est de Long Island (10 000 acres (40 km2)) pour seulement 2,5 millions dollars. Il a prévu de transformer Montauk en un « Miami Beach du Nord », un « village Tudor-sur-mer ». Ses projets incluaient l'ouverture d'un canal entre le lac de Montauk et la mer afin d'accéder au Block Island Sound (en) et ainsi utiliser, comme port du hameau, les eaux peu profondes de Fort Pond Bay ; instituant la Montauk Yacht Club et le Montauk Downs Golf Course ainsi que la construction de Montauk Manor (en), un hôtel de villégiature de luxe, le Tennis Auditorium de Montauk, qui est devenu une salle de cinéma (et est maintenant le Montauk Playhouse) et les six étages du Carl Fisher Office Building. Ce dernier bâtiment reste le plus haut bâtiment occupé de East Hampton; en effet, les normes de hauteur de constructions furent ensuite limitées. Les 30 bâtiments de Fisher qui furent mis en place entre 1926 et 1932 ont été conçus dans le style néo-Tudor. Fisher avait développé avec succès Miami Beach avant de commencer son projet Montauk, mais continua à verser son argent personnel dans d'autres développements, à peu près 12 millions dollars au total. Cependant il perdit sa fortune lors du krach de 1929, et la plupart de ses entreprises furent fermées. D'autres hôtels ont ouvert à l'époque du projet de Fisher comme Gurney Inn, construit par WJ et Maude Gurney.
Lors de l'ouragan de 1938, les eaux inondèrent Napeague, ce qui changea un temps Montauk en île. Les eaux inondèrent le centre-ville, qui fut déplacé 3 miles (5 km) au sud, juste à côté de l'océan Atlantique.

#### Milieu duXXesiècle

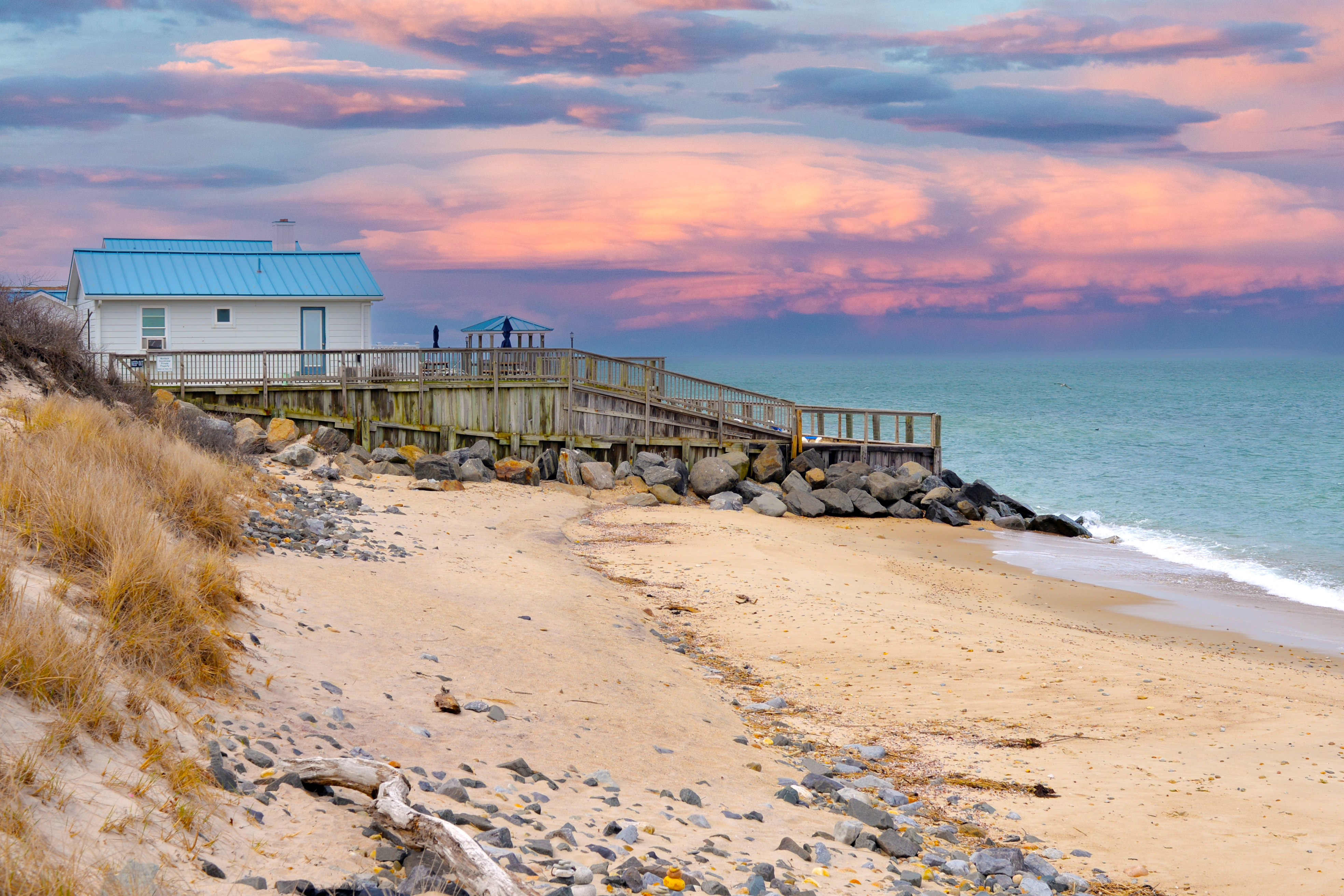
Montauk Soundview

Pendant la Seconde Guerre mondiale, la marine américaine a acheté la plupart de l'East End, y compris Montauk Manor, pour le transformer en une base militaire. Ainsi, Fort Pond Bay est devenu une base d'hydravion. De plus, l'armée américaine a établi le Camp Hero (en) avec 16 fusils pour protéger les voies maritimes de New York. Plusieurs postes d'observation en béton ont été construits le long de la côte, en particulier celui situé à l'est du phare de Montauk. Les bâtiments de base ont été dissimulés afin qu'ils apparaissent, vu du ciel, comme ceux d'un village de pêche ordinaire de la Nouvelle Angleterre.
En 1951, le pêcheur Frank Mundus (en) commença à organiser des voyages de pêche en charter à partir du lac Montauk, d'abord à la recherche du Tassergal et plus tard à la recherche de requins. Le sport appelé « pêche au monstre » est devenu une des traditions à Montauk.
Le 1er septembre 1951, le Pelican, commandé par le capitaine Eddie Carroll, a chaviré dans Montauk Point, entraînant la mort de 45 passagers et membres d'équipage. Le Pelican (à 13 m) transportait 64 personnes, dont la plupart avaient pris des trains spéciaux à la station de LIRR Montauk de New York City. Le bateau surchargé, a quitté le quai Fishangrila dans la baie de Fort Pond à 7h30. Après avoir pêché dans l'océan Atlantique sur le côté sud de Montauk pendant plusieurs heures, ils rencontrèrent à leur retour des problèmes de moteur. Soudainement, une tempête fit se lever un vent violant venant du nord-est, soulevant d'énormes vagues à Shoals Endeavor, juste à côté du Point. Le navire, ballotté dans cette forte mer, devint instable vu sa surcharge en passager et chavira. Seulement 19 passagers purent être sauvés. L'épave a été trouvée par Frank Mundus et placée près du lac Montauk. À la suite de cette catastrophe, des règlements plus stricts concernant la charge des navires de pêche ont été adoptés à l'échelle nationale.
En 1957, l'armée a fermé Camp Hero, le lieu étant repris par la United States Air Force, qui, en 1958, a construit le radar AN / FPS-35 de 30 m.

#### Fin duXXesiècle

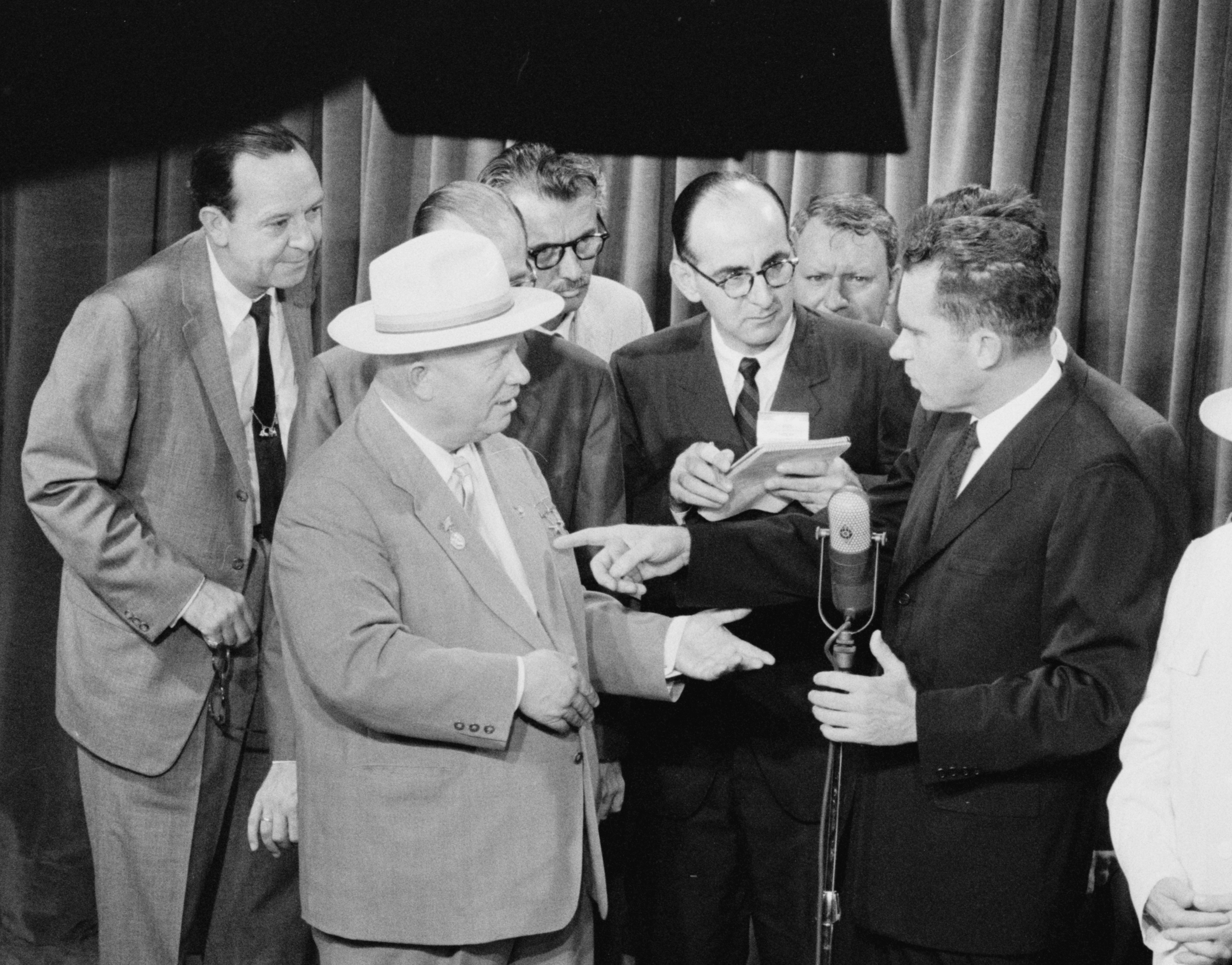
Le « Kitchen Debate » entre le vice-président des États-Unis Richard Nixon et le Premier ministre soviétique Nikita Khrouchtchev

En 1959, après le « Kitchen Debate » entre le vice-président des États-Unis Richard Nixon et le Premier ministre soviétique Nikita Khrouchtchev, les designers de cette cuisine, y compris Raymond Loewy, ont annoncé leurs plans pour vendre des maisons préfabriquées d'un prix abordables, appelés Leisurama. Une des maisons a été montrée au 9e étage de Macy's. Finalement, deux cents maisons ont été assemblées à Culloden Point à Montauk.
En 1967, la Garde côtière des États-Unis a annoncé son intention de démolir le phare de Montauk et le remplacer par une tour en acier plus large. L'érosion a réduit son socle situé juste au bord d'une falaise de 91 m à 30 m. Le projet fut annulé à la suite des protestations des riverains. En 1982, la base aérienne a officiellement fermé, et l'armée commença à démanteler sa propriété.
Mais c'est en 1972 que ce petit village de pêcheurs devient réellement un lieu un peu « branché ». Andy Warhol et Paul Morrissey, voulant fuir Southampton et Sag Harbor, achètent un groupe de cinq maison à proximité de Montauk ; ils furent rejoints par Lee Radziwill, puis plus tard, par Bianca et Mick Jagger ainsi que le groupe des Rolling Stones qui organisèrent là quelques répétitions nocturnes. En quelques années, nombre de personnalités passèrent par le lieu, de Halston à Liza Minnelli, Elizabeth Taylor, Paul Simon, Ralph Lauren ou Julian Schnabel.
La « corporation Montauk Friends of Olmsted Parks » fut créée en 1994 pour protéger les plages et les propriétés riveraines ainsi que ses routes.
En 1995, Montauk fut le « lieu de naissance » d'une technique d'« Extreme Surfcasting » nommée Skishing (en), une combinaison entre pêche, natation et ski nautique. Le sport consiste à enfiler une combinaison de plongée et des palmes, et de nager dans l'océan avec une canne et un moulinet pour pécher. Les skishers nagent parfois à des centaines de mètres de la côte, se laissant porter sur le dos par le courant.

### De nos jours /XXIesiècle
En octobre 2007, un bateau de pêche a trouvé une grande ancre du XIXe siècle, que beaucoup de personnes pensent être l'ancre perdue par le SS Great Eastern en 1862.

## Démographie
Selon le Bureau du recensement des États-Unis, le hameau a une superficie totale de 19,8 miles2 (51 km2), dont 17,5 miles2 (45 km2) sont la terre et 2,3 miles2 (6,0 km2) est l'eau.
| Groupe            | Montauk | New York | États-Unis |
| ----------------- | ------- | -------- | ---------- |
| Blancs            | 90,3    | 65,8     | 72,4       |
| Autres            | 4,5     | 7,5      | 6,4        |
| Afro-Américains   | 2,8     | 15,9     | 12,6       |
| Métis             | 1,3     | 3,0      | 2,9        |
| Asiatiques        | 0,9     | 7,3      | 4,8        |
| Amérindiens       | 0,2     | 0,6      | 0,9        |
| Total             | 100     | 100      | 100        |
|                   |         |          |            |
| Latino-Américains | 16,1    | 17,6     | 16,7       |

Selon l'American Community Survey, pour la période 2011-2015, 83,71 % de la population âgée de plus de 5 ans déclare parler anglais à la maison, alors que 9,46 % déclare parler l'espagnol, 1,11 % l'italien et 5,71 % une autre langue.

## Tourisme
Pour un article plus général, voir Les Hamptons.
De par sa proximité avec la ville de East Hampton, une localisation touristique active, Montauk est considéré comme une station balnéaire, « paradis des surfeurs » mais victime de son succès. Montauk utilise sa position de cul-de-sac à la pointe de Long Island pour se promouvoir comme The Living End ou The Last Resort, ou « La fin » comme l'appellent les habitués. La petite ville est l'hôte de nombreux restaurants et hôtels, ainsi qu'un lieu de vacances reconnu pendant les mois chauds. Ainsi, beaucoup d'hôtels à Montauk sont seulement ouverts d'avril à novembre. À l'été 2012, le New York Times publie « Montauk's Hipster Fatigue », un article relatant la lassitude des quelques milliers de locaux face au déferlement de touristes fortunées et de la multiplication de lieux « tendance » ; les prix de l'immobilier atteignent des sommes stratosphériques en dizaine de millions de dollars.
La station de train à Montauk offre un service de train à partir d'autres parties de Long Island mais également à New York. De plus, le Hampton Jitney fournit un service de bus pour Manhattan ainsi que d'autres compagnies de bus qui relient les autres villes des Hamptons avec celle de Montauk. L'accès par la route reste très embouteillé lors de la saison estivale.
Sur le Lac Montauk, une petite baie sur le côté nord de la ville, il y a la Garde côtière des États-Unis et des petites flottes de pêche.

### Parcs d'État
Il y a six parcs d'État[Quoi ?] à Montauk :
- Hither Hills State Park
- Shadmoor State Park
- Montauk Downs State Park
- Amsterdam Beach State Park
- Camp Hero State Park
- Montauk Point State Park

## Dans la culture populaire
La série The Affair se déroule à Montauk.
Une partie importante du film Eternal Sunshine of the Spotless Mind se déroule à Montauk.
Montauk est un roman de l'écrivain suisse Max Frisch centré autour de la relation du narrateur avec Lynn, une journaliste américaine.
Le photographe américain Michael Dweck a réalisé un ouvrage intitulé « The End » entièrement réalisé à Montauk, sur fond de culture surf.
Le film Le Challenge (film, 2023) avec Jennifer Lawrence se déroule à Montauk.